# Ivan Ćurković
Ivan Ćurković (en serbi: Иван Ћурковић, 15 de març de 1944) és un exfutbolista bosnià de les dècades de 1960 i 1970.
Fou 19 cops internacional amb la selecció iugoslava.
Pel que fa a clubs, defensà els colors de Velež Mostar, Partizan i Saint-Étienne.
Es nacionalitzà serbi, essent president del FK Partizan i del Comitè Olímpic de Sèrbia, a més d'entrenador de la selecció de Sèrbia i Montenegro. També fou vicepresident de la Federació Sèrbia el 2009.